# Patty Hill
Patty Smith Hill, née le 27 mars 1868 et morte le 25 mai 1946, est une compositrice et enseignante qui est notamment célèbre pour avoir co-écrit avec sa sœur Mildred J. Hill la chanson qui deviendra plus tard populaire sous le nom de Joyeux Anniversaire.

## Jeunesse
Patty Smith Hill est née en 1868 à Anchorage, dans le Kentucky. Son père, William Wallace Hill, est né à Bath et est diplômé du Center College de Danville, Kentucky en 1833 puis d'un doctorat en théologie de l'Université de Princeton de Princeton en 1838. Sa mère, Martha Jane Smith, est la deuxième épouse de William et est née en Pennsylvanie.
Les parents de Hill sont engagés envers l'éducation de leurs enfants et Patty est diplômée première sa promotion du Louisville Collegiate Institute en 1887.

## L'éducation de la petite enfance
Elle est une autorité et cheffe de file dans le mouvement d'éducation progressiste de la fin du XIXe siècle et du début du XXe siècle. Elle participe en 1924 à la création de l'Institut de recherche sur le bien-être de l'enfance au Columbia University Teachers College,,.
Elle crée également les blocs Patty Hill, de grands blocs avec lesquels les enfants peuvent créer de grandes constructions géantes.
Elle est la directrice de l'école maternelle expérimentale de Louisville, un jardin d'enfants expérimentant des méthodes éducatives modernes qui fait notamment partie de l'Exposition universelle de Chicago en 1893[réf. nécessaire]. Elle est fondatrice de la National Association for Nursery Education (NANE) qui existe maintenant sous le nom de National Association for the Education of Young Children (NAEYC).

## Joyeux anniversaire
Elle est connue comme la sœur de Mildred J. Hill, avec qui elle est créditée pour avoir co-écrit l'air de la chanson Good Morning to All qui deviendra ensuite célèbre sous le nom de Joyeux Anniversaire (ou Happy Birthday to You en anglais) au cours du XXe siècle,. 
Patty Hill écrit les paroles originales tandis que sa sœur Mildred écrit la mélodie.

## Mort et postérité
Patty Smith Hill ne se marie jamais. Elle reçoit un doctorat honorifique de l'Université Columbia en 1929.
Elle décédé chez elle à New York et est enterrée au Cave Hill Cemetery, de Louisville, Kentucky. Elle et sa sœur Mildred sont intronisées à titre posthume au Songwriters Hall of Fame le 12 juin 1996.